# Сан и јава
Сан и јава је други компијацијски албум српског гаражног рок и панк рок бенда Партибрејкерс. Објављен је 1999. године под окриљем издавачке куће Hi-Fi Centar, а на њему се налази двадесете песама које су снимљене у периоду од 1985. до 1999. године.

## Списак песама
На албуму се налазе следеће песме :

## О песмама
- Песме од 1 до 3 су са албума Партибрејкерс I.
- Песме од 4 до 6 су са албума Партибрејкерс II.
- Песме од 7 до 10 су са албума Кисело и слатко.
- Песме од 14 и 15 су са албума Најбоље од најгорег.
- Песме од 16 до 18 су са албума Ледено доба (албум).
- Песме од 19 и 20 су биле необјављене, а снимљене су у студију Music Factory у Београду 1999. године.